# Antonci (Grožnjan)
Antonci (olaszul: Antonzi) falu Horvátországban, Isztria megyében. Közigazgatásilag Grožnjanhoz tartozik.

## Fekvése
Az Isztria középnyugati részén, Bujétől 13 km-re, községközpontjától 6 km-re délkeletre fekszik.

## Története
A település története a 17. századig nyúlik vissza, amikor a török elől menekülő horvátokkal telepítették be. Házai a rajtuk látható feliratok szerint a 17–18. században épültek. Többségükön meglátszik az idő vasfoga, de néhány ház szépen fel van újítva. 1880-ban 232, 1910-ben 189 lakosa volt. Az első világháború után a rapallói szerződés értelmében Isztria az Olasz Királysághoz került. 1943-ban az olasz kapitulációt követően német megszállás alá került, mely 1945-ig tartott. A második világháború után a párizsi békeszerződés értelmében Jugoszlávia része lett. A település Jugoszlávia felbomlása után 1991-ben a független Horvátország része. 2011-ben 59 lakosa volt. Lakói mezőgazdasággal, ezen belül főként szőlőtermesztéssel és borászattal foglalkoznak.

## Lakosság
| Lakosság változása | Lakosság változása | Lakosság változása | Lakosság változása | Lakosság változása | Lakosság változása | Lakosság változása | Lakosság változása | Lakosság változása | Lakosság változása | Lakosság változása | Lakosság változása | Lakosság változása | Lakosság változása | Lakosság változása | Lakosság változása |
| ------------------ | ------------------ | ------------------ | ------------------ | ------------------ | ------------------ | ------------------ | ------------------ | ------------------ | ------------------ | ------------------ | ------------------ | ------------------ | ------------------ | ------------------ | ------------------ |
| 1857               | 1869               | 1880               | 1890               | 1900               | 1910               | 1921               | 1931               | 1948               | 1953               | 1961               | 1971               | 1981               | 1991               | 2001               | 2011               |
| 0                  | 0                  | 232                | 154                | 176                | 189                | 0                  | 0                  | 199                | 196                | 131                | 115                | 94                 | 73                 | 67                 | 59                 |